# María del Socorro González Elizondo
María del Socorro González Elizondo (Bustamante, Nuevo León, 17 de agosto de 1953) es una botánica, taxónoma, y profesora mexicana. Es especialista en flora Neotropical, y en taxonomía de las ciperáceas con énfasis en el género Eleocharis, habiendo identificado y nombrado aproximadamente 50 especies y variedades de diversos grupos taxonómicos.

## Biografía
En 1976, se licenció en Biología en la Facultad de Ciencias Biológicas, de la Universidad Autónoma de Nuevo León, con la tesis Las plantas tóxicas al ganado en Bustamante, Villaldama y Lampazos de Naranjo, N.L. En 1982 se doctoró en Ciencias, con especialidad en Botánica Sistemática (1979-1980), en la Escuela Nacional de Ciencias Biológicas, del Instituto Politécnico Nacional, defendiendo la tesis La familia Cyperaceae en el Valle de México.
Es investigadora titular "C" en el Centro Interdisciplinario de Investigación para el Desarrollo Integral Regional (CIIDIR) Unidad Durango, Instituto Politécnico Nacional.

## Trayectoria en la botánica
Es fundadora y curadora del herbario CIIDIR de Durango.

## Algunas publicaciones
- m. González Elizondo, m.s. González-Elizondo, l. Ruacho González, m. Molina Olvera. 2011. Pinus maximartinezii Rzed. primer registro para Durango, segunda localidad para la especie. Acta Bot. Mex. 96: 33-48
- m.s. González-Elizondo, m. González Elizondo, i.l. López Enriquez, l. Reséndiz Rojas, j.a. Tena Flores, f.i. Retana Rentería. 2011. El Complejo Agave victoriae-reginae (Agavaceae). Acta Bot. Mex. 95: 65-94
- r. Trevisan, m.s. González Elizondo, d.j. Rosen, ilsi Iob Boldrini. 2011. Some Novelties in Eleocharis subg. Limnochloa and Eleocharis subg. Eleocharis subser. Ocreatae (Cyperaceae) from Brazil. Brittonia 63(3):
- j.r. Bacon, p.d. Dávila Aranda, r. Spellenberg, m.s. González Elizondo. 2011. The Taxonomic Status of the Mexican oak Quercus undata (Fagaceae, Quercus, Section Quercus). Rev. Mexicana de Biodiversidad.
- e.e. Aragón-Piña, a. Garza-Herrera, m.s. González-Elizondo, isolda Luna-Vega. 2010. Composición y estructura de las comunidades vegetales del rancho El Durangueño, en la Sierra Madre Occidental, Durango, México. Rev. Mexicana de Biodiversidad 81: 771-787
- j.m. Saarela, p.m. Peterson, m.s. González Elizondo, d.j. Rosen. 2010. Eleocharis cryptica (Cyperaceae), a dwarf new species from Durango, México. Brittonia 62(3): 233-238
- m.s. González-Elizondo, i.l. López-Enriquez, josé a. Villarreal Quintanilla, jován alemán Medrano, jaime Sánchez Salas. 2010. Flourensia ilicifolia (Compositae: Heliantheae), Nuevo registro para Durango y segunda localidad para la especie. J. Bot. Res. Inst. Texas 4(1): 313-316
- c.r.m. Da Silva, r. Trevisan, m.s. González-Elizondo, j. Maldonado Ferreira, a.l. Laforga Vanzela. 2010. Karyotypic diversification and its contribution to the taxonomy of Eleocharis(Cyperaceae) from Brazil. Australian J. of Botany 58(1): 49-60
- m.e. Pérez López, m.s. González-Elizondo, c. López-González, a. Martínez-Prado, g. Cuevas-Rodríguez. 2009. Aquatic macrophytes tolerance to domestic wastewater and their efficiency in artificial wetlands under greenhouse conditions. Hidrobiológica 19(3): 233-244 en línea (enlace roto disponible en Internet Archive; véase el historial, la primera versión y la última).. ISSN 0188-8897
- m.s. González Elizondo, m. González-Elizondo, j.a. Tena Flores, i.l. López Enriquez, e.d. Enríquez Enríquez. 2009. Eleocharis tenarum (Cyperaceae), a New Species from Durango and Zacatecas, Mexico. Novon 19(2): 164-167
- j.j. Návar-Cháidez, m.s. González-Elizondo. 2009. Diversidad, estructura y productividad de bosques templados de Durango, México. Polibotánica 27: 71-87
- m.s. González-Elizondo, e.r. Guaglianone, bárbara Ruthsatz. 2008. Eleocharis cordillerana (Cyperaceae), a new species from Southern Chile. Darwiniana 46(2): 297-299
- carlos r.m. da Silva, m.s. González-Elizondo, andré l. Laforga Vanzela. 2008. Chromosome reduction in Eleocharis maculosa (Cyperaceae). Cytogenetic and Genome Research 122(2): 175-180
- -------------------------, -----------------------------, letícia do nascimento Andrade de Almeida Rego, josé m. Domingues Torezan, a.l. Laforga Vanzela. 2008. Cytogenetical and cytotaxonomical analysis of some Brazilian species of Eleocharis (Cyperaceae). Australian J. of Botany 56(1): 82-90
- david j. Rosen, s.c. Reid, m.s. González Elizondo, robert Kral. 2008. Rediscovery of Fuirena repens (Cyperaceae), a rare endemic of the Mexican High Plateau. Acta Bot. Mex. 85: 37-41
- r.l. Mathiasen, m.s. González Elizondo, b.e. Howell, i.l. López Enriquez, j. Scott, j.a. Tena Flores. 2008. Distribution of Dwarf Mistletoes (Arceuthobium spp., Viscaceae) in Durango, Mexico. Madroño 55(2): 161-169
- m.s. González Elizondo, i.l. López Enriquez, p.m. Peterson, c. Ulloa Ulloa, p.m. Jørgensen. 2008. Three new species of Eleocharis (Cyperaceae) from the Andean páramos of Colombia and Ecuador. Novon 18: 168-174
- a.a. Reznicek, m.s. González Elizondo. 2008. Cypringlea (Cyperaceae) revisited, a new combination and status. Acta Bot. Mex. 83: 1-11
- m.s. González Elizondo, m. González-Elizondo, j.a. Tena Flores, i.l. López Enriquez, a.a. Reznicek, n. Diego-Pérez. 2007. Sinopsis de Scirpus s.l. (Cyperaceae) para México. Acta Bot. Mex. 82: 15-41
- ----------------------------, david j. Rosen, richard Carter, paul m. Peterson. 2007. Eleocharis reznicekii (Cyperaceae), a new species from the Mexican High Plateau. Acta Bot. Mex. 81: 35-43

### Libros
- m. González Elizondo, r. Galván Villanueva, i.l. López Enriquez, l. Reséndiz Rojas, m.s. González Elizondo. 2009. Agaves -magueyes, lechuguillas y noas- del Estado de Durango y sus alrededores. CIIDIR Unidad Durango Instituto Politécnico Nacional-CONABIO. Durango, Dgo. 163 pp.
- m. González Elizondo, m.s. González Elizondo, r. Álvarez Zagoya, i.l. López Enriquez. 2008. Árboles y arbustos de parques y jardines del norte-centro de México. Guía para identificación. Instituto Politécnico Nacional. México, D.F. 168 pp.
- m.s. González Elizondo, m. González Elizondo, marco a. Márquez Linares. 2007. Vegetación y Ecorregiones de Durango. Plaza y Valdés Editores-Instituto Politécnico Nacional. México, D.F. 219 pp.
- ----------------------------, --------------------------,  j.a. Tena Flores, i.l. López Enriquez, m. Martínez Ramos (eds.). 2005. Libro de resúmenes. Simposio Internacional El conocimiento botánico en la gestión ambiental y el manejo de ecosistemas y 2° Simposio botánico del norte de México. CIIDIR IPN Unidad Durango y Sociedad Botánica de México. Durango, Dgo. 105 pp.
- m. González Elizondo, i.l. López Enriquez, m.s. González Elizondo, j.a. Tena Flores. 2004. Plantas Medicinales del estado de Durango y zonas aledañas. Instituto Politécnico Nacional-PROSIMA. México, D.F. 209 pp.
- a. García Arévalo, m.s. González Elizondo. 2003 (2.ª edición revisada y actualizada). Pináceas de Durango. CONAFOR e Instituto de Ecología, A.C. México, D.F. 187 pp.
- -----------------------, ----------------------------. 1998. Pináceas de Durango. Ed. CIIDIR IPN-Instituto de Ecología, A.C.-SIVILLA-SAGAR del Estado de Durango. Durango, Dgo., 179 pp.
- m. González Elizondo, m.s. González Elizondo, y. Herrera Arrieta. 1991. Listados Florísticos de México. IX. Flora de Durango. Univ. Nacional Autónoma de México. 167 pp.

#### Participaciones en libros
- e.r. Guaglianone, g.a. Wheeler, m.s. González-Elizondo. 2009. Cyperaceae en Kiesling, R. (ed.) Monocotiledóneas. Flora de San Juan IV: 287-338 ISBN 978-987-9126-59-2 [Flora de San Juan, IV, 1.ª ed. Mendoza, Zeta Editores]
- m.s. González Elizondo, m. González Elizondo, j.a. Tena Flores, i.l. López Enriquez, j.r. Bacon. 2009. Durango: Detection of Invasive Alien Plants (Cap. 12). pp. 137-155 in: Van Devender, T.R., F.J. Espinosa-García, B.L. Harper-Lore, and T. Hubbard (eds.) Invasive Plants on the Move: Controlling them in North America. Based on presentations at Weeds accross borders 2006 Conference. Arizona-Sonora Desert Museum, Tucson, Arizona
- n. Diego, m.s. González Elizondo. 2009. Ciperáceas (Monocotiledóneas), pp. 56-91 en S. Ocegueda y J. Llorente-Bousquets (coords.) Catálogo taxonómico de especies de México, en Capital natural de México, vol. I: Conocimiento actual de la biodiversidad. Conabio. México, cd1
- e.r. Guaglianone, e. Marchesi, c. Marticorena, a.c. Araujo, f. Mereles, m.v. Alves, s. Dhooge, m.s. González-Elizondo, s. Hefler, m.g. López, p. López Sepúlveda, r. Trevisán, g.a. Wheeler. 2008. Cyperaceae, pp. 203-226 en Zuloaga, F.O., O. Morrone y M. Belgrano (eds.) Catálogo de las Plantas Vasculares del Cono Sur (Argentina, Sur de Brasil, Chile, Paraguay y Uruguay). Monographs Syst. Bot. Missouri Bot. Garden 107 vol. 1. 3486 pp. Monographs in Systematic Botany from the Missouri Botanical Garden, ISBN 978-1-930723-70-2 (series)
- k. Camelbeke, p. Goetghebeur, m.s. González-Elizondo, d.m. Kearns, r. Kral, a.a. Reznicek, d.a. Simpson, m.t. Strong, w.w. Thomas, g.c. Tucker. Cyperaceae, pp. 88-103 in: Funk, V., T. Hollowell T., P. Berry, C. Kelloff, and S.N. Alexander. 2007. Checklist of the Plants of the Guiana Shield (Venezuela: Amazonas, Bolívar, Delta Amacuro; Guyana; Surinam; French Guiana). Contributions of the United States National Herbarium. Smithsonian Institution 55: 1-584
- m.s. González-Elizondo, m. González Elizondo, i.l. López Enriquez. 2007. Vegetación y flora pp. 18-23 en: Márquez Linares, M.A. (coord.) Ordenamiento Ecológico del Estado de Durango. Gobierno del Estado de Durango-SEMARNAT. 194 pp.
- -----------------------------, a. Moreno-Valdez, m.r. Durán de Aguilar, g. Córdova-Bojórquez. 2004. Características físicas, ambientales, sociales y económicas de la Región Noreste de México pp. 23-39 en: Consejo Consultivo para el Desarrollo Sustentable Región Noreste (ed.) Libro Blanco Segunda Generación. 2002-2004. PNUD-SEMARNAT. 196 pp. ISBN 968-817-687-7
- s.g. Smith, j.j. Bruhl, m.s. González-Elizondo, f.j. Menapace. Eleocharis pp. 60-120 in: Flora of North America Editorial Committee (ed.) Flora of North America North of Mexico. Cyperaceae. Oxford University Press. New York. 608 pp.

## Honores
Miembro de
- Consejo Editorial de Acta Botánica Mexicana (ISI y padrón CONACYT)
- Sociedad Botánica de México, 1980 - a la fecha
- Representante en Durango de la SBM: 1980 - 1987, 1990 - 1992
- Secretario para la Provincia: 2002-2004
- International Association for Plant Taxonomy, 1995 - a la fecha
- Cyperologists Association, 1991 - a la fecha
- Fundación Vida para el Bosque (ViBo), coordinador del Comité de Biodiversidad. 2001 - a la fecha
- Consejo Municipal de Medio Ambiente, Durango, Dgo. 2008 - a la fecha
- Consejo Directivo de la Fundación Analco Sustentable (antes Promotora de la Conservación y el Desarrollo Sostenible de la Sierra Madre, A.C., PROSIMA)
- Academia Nacional de Ciencias Forestales, A.C. 3 de agosto de 2000 a la fecha
- Academia Mexicana de Ciencias, 2011 a la fecha.
- Board of Directors of the Río Grande/Río Bravo Basin Coalition (El Paso, Texas), enero de 2003 a diciembre de 2005
- Organization for Flora Neotropica. 1999 a la fecha
- Certificate of Merit. Smithsonian Institution, Washington D. C. por participación en la obra Centers of Plant Diversity. 1997

### Distinciones
- Premio Nacional: Premio al Mérito Ecológico, 2014, categoría Investigación y Desarrollo Tecnológico.[6][7]
- Presea Nellie Campobello, categoría Medio Ambiente y Ecología. Otorgada por la Fundación Colosio, A.C., filial Durango. Durango, Dgo. 29 de octubre de 2010
- Diploma de Honor y Medalla al Mérito Docente, Premio "Maestro Rafael Ramírez", en reconocimiento a la labor docente durante 30 años. Secretaría de Educación Pública. México, D.F. 15 de mayo de 2010
- Reconocimiento como Egresada Distinguida del Instituto Politécnico Nacional por destacada trayectoria profesional y contribución al desarrollo de su Estado. Monterrey, N.L., 25 de abril de 2009
- Premio Estatal de Ciencia, Tecnología e Innovación 2009 en el área de Ambiente y Recursos Naturales por el proyecto Valoración Económica de los Servicios Ambientales Hidrológicos en el Ejido La Victoria, Pueblo Nuevo, Dgo. Participante con Ramón Silva Flores, José de Jesús Návar Chaidez y Gustavo Pérez Verdín. Durango, Dgo., 9 de diciembre de 2009 COCyTED - Gobierno del Estado de Durango.
- Medalla al Mérito Luis Donaldo Colosio 2003 (Investigación Básica). Durango, Dgo. 4 de abril de 2003. PRI y Fundación Colosio
- Premio Estatal al Mérito Ecológico 2001 (Sector Académico). Durango, Dgo. 8 de junio de 2001. Gobierno del Estado de Durango
- Representante del sector académico del Estado de Durango ante el Consejo Consultivo para el Desarrollo Sustentable (1999 - 2004), SEMARNAT (mediante proceso de elección de los miembros del sector académico)
- Premio por trabajo sobresaliente (Plantas Medicinales de Durango) presentado en la 2.ª Reunión Estatal de Ciencia y Tecnología. COCyTED. 16 de noviembre de 2001. Durango, Dgo. (colaborador de M. González Elizondo)

## Eponimia
- (Asteraceae) Ageratina gonzaleziorum B.L.Turner[8]
- (Asteraceae) Roldana gonzaleziae (B.L.Turner) Funston[9]
- (Commelinaceae) Commelina socorrogonzaleziae Espejo & López-Ferr.[10]
- (Cyperaceae) Eleocharis gonzaleziae D.J.Rosen[11]
- (Orchidaceae) Habenaria socorroae R.González & Cuev.-Fig.[12]